# Аденілатциклаза
Аденілатциклаза — фермент, який каталізує перетворення АТФ в циклічний АМФ (цАМФ) з утворенням пірофосфату.
В процесі передачі сигналу аденілатциклаза може бути активована G-білокспряженими рецепторами, які передають гормональні та інші стимули в клітину.
У людини наявно 10 генів аденілатциклаз: ADCY1, ADCY2, ADCY3,  ADCY4, ADCY5, ADCY6, ADCY7, ADCY8, ADCY9, ADCY10